# Courageous (Band)
Courageous war eine Power-Metal-Band aus Hessen, Deutschland.

## Geschichte
Die Band wurde bereits 1988 gegründet, jedoch dauerte es mehrere Jahre, bis sich ein festes Line-up etabliert hat. In den ersten Jahren nahm die Band mehrere Demos auf, spiele einige Konzerte, bis sich 1998 schließlich die Stammbesetzung gebildet hatte; Chris Staubach (Gesang), Gerd Lücking (Gitarre), Oliver Lohmann (Gitarre), Jan Mischon (Schlagzeug) und Jürgen Wieland (Bass). Die Produktion zur ersten CD mit voller Länge fand noch im selben Jahr statt. Das war die eigentliche Geburtsstunde der Band Courageous. Anfang 1999 erschien mit Listen dann das Debütalbum der Frankfurter Formation. Der Radio-Sender hr3 wählte unter anderem die Band noch im Jahr 1999 in der Sendung Hard'n'Heavy zur „besten Newcomerband des Jahres“.
Nach verstärkter Live-Präsenz (beispielsweise im Vorprogramm von Metal Church, Rage, Thunderhead, Eisregen, Third Moon und Avalon) in den folgenden 2 Jahren wurde im Jahr 2001 das zweite Album "Remember" aufgenommen. Nach zahlreichen weiteren Auftritten (zum Beispiel mit Tankard, Angel Dust, J.B.O., The Traceelords, Perzonal War und auf der Summer-Breeze-Warm-up-Show mit Blackened und Edenbridge) begann die Band mit der Vorproduktion zum dritten Album und konnte damit einige Plattenfirmen auf sich aufmerksam machen. Den Zuschlag erhielt das belgische Label Mausoleum Records, die unter anderem Anfang der 1980er Jahre das Debütalbum Burning the Witches von Warlock auf den Markt brachten. Mit viel Rückenwind und voller Euphorie begann man im Herbst 2003 die Arbeiten zu Inertia, die schließlich im Spätsommer 2004 offiziell erschienen war.
Im Januar 2005 bereisten die Hessen mit den Ungarn Superbutt die Republik, um im Anschluss diverse lokale Festivals zu headlinen, die ihnen auch einige Radio- und Fernsehauftritte verschafften. Courageous lernten danach auch die Schattenseiten des Business kennen, denn in kürzester Zeit wurden zwei bestätigte Europatourneen gekippt. In beiden Fällen mussten die jeweiligen Hauptbands aus verschiedenen Gründen die Rundreise absagen. Im Oktober wurde man von den Hörern des Radiosenders You FM zur besten Band des Rhein-Main-Gebiets gewählt. Umso erstaunlicher, wenn man bedenkt, dass sich Courageous als einzige Metalband gegen ausschließlich Mainstreambands durchsetzen konnte.
Ende des Jahres begab sich die Band in die Black Solaris Studios in Frankfurt am Main, um unter der Regie von Uwe Lulis (Rebellion, ex-Grave Digger) die neue Scheibe einzuspielen. Dabei genossen Courageous alle Freiheiten und schlossen im Frühjahr 2006 die Arbeiten und den Mix an Downfall of Honesty ab. Da es für einen sinnvollen Release vor den Sommerfestivals nicht mehr reichte, wurde die Veröffentlichung aus Businessgründen auf Oktober geschoben. Im November 2006 absolvierte die Band eine zweiwöchige Europa-Tour mit Beyond Fear und Vicious Rumors. Am Dienstag, den 6. Januar 2009 gab die Band auf ihrer Myspace-Seite ihre Auflösung bekannt.

## Diskografie

### Alben
- 1998: Listen (Eigenproduktion)
- 2001: Remember (Eigenproduktion)
- 2004: Inertia (Gemischt von Anders 'Theo' Theander in den Roasting House Studios / Schweden, erschienen bei Mausoleum Records)
- 2006: Downfall of Honesty (Produziert von Courageous und Uwe Lulis in den Black Solaris Studios. Erschienen bei Mausoleum Records)

### Videoclips
- 2006: The System Has Failed